# Soul Bossa Nova

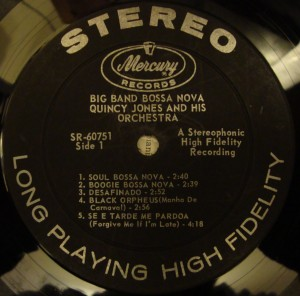
Quincy Jones' 1962 Big Band Bossa Nova Album

Soul Bossa Nova é uma popular canção instrumental de jazz, composta e executada pela primeira vez pelo músico e produtor musical Quincy Jones. Apareceu em seu álbum bossa nova de 1962 na Mercury Records.
Jones disse que ele levou vinte minutos para compor a peça, pouco depois de retornar aos Estados Unidos de uma turnê com Dizzy Gillespie no Brasil, onde ele tinha sido capaz de conhecer e apreciar os músicos locais e a Bossa Nova, que na época também estava começando a se tornar conhecida internacionalmente.
A canção apresenta uma proeminentemente cuíca (responsável pelo distintivo "riso" nos primeiros acordes). Roland Kirk foi o solista de flauta, Lalo Schifrin foi o pianista, Chris White era o baixista, Rudy Collins era o baterista, e Jerome Richardson era o flautista alto. As notas do liner do álbum não especificam os músicos de metais.

## Na Cultura Popular
- A canção é usada no filme de Sidney Lumet de 1964 "The Pawnbroker".
- A canção é usada no filme de Woody Allen de 1969 "Take the Money and Run".
- O tema foi usado como tema do programa de televisão canadense, Definition.[4]
- O grupo canadense de hip hop Dream Warriors experimentou fortemente o título por sua popular faixa "My Definition of a Boombastic Jazz Style", em seu álbum de estreia "And Now the Legacy Begins" em 1991.[5]
- Como Dream Warriors, o canadense Mike Myers cresceu assistindo Definition, e como uma homenagem à sua infância usou o título como tema da série de filmes Austin Powers, começando com Austin Powers: International Man of Mystery em 1997. [2]
- Foi usado como tema para a Copa do Mundo FIFA de 1998.[6]
- Foi amostrado por Ludacris para seu single com tema de Austin Powers de 2005, "Number One Spot".
- Em 2014, Quincy Jones produziu o álbum Little Secret da cantora canadense Nikki Yanofsky, que apresentava uma canção intitulada "Something New". A canção interpolava referências melódicas a "Soul Bossa Nova".[7]
- Foi usado um show de magia de humor no America's Got Talent e Britain's Got Talent.
- Uma versão da canção foi usada como tema-título no show de comédia alemão "Was guckst du?!"